# Wandella infernalis
Espèce
Wandella infernalis est une espèce d'araignées aranéomorphes de la famille des Filistatidae.

## Distribution
Cette espèce est endémique du Kimberley en Australie-Occidentale,. Elle se rencontre dans une grotte de la Geikie Range.

## Description
Le mâle holotype mesure 2,74 mm et la femelle paratype 3,53 mm.

## Publication originale
- Magalhaes, 2016 : On new or poorly known Australian Filistatidae spiders (Araneae: Araneomorphae), including a study on the fine morphology of Wandella. Journal of Natural History, vol. 50, no 29/30, p. 1815-1568.